# Flabellum floridanum
Espèce
Statut CITES
Flabellum floridanum est une espèce de coraux appartenant à la famille des Flabellidae.